# Josef Hromas
Josef Hromas (24. ledna 1935 Malá Chuchle – 12. června 2012 Brno) byl český vědec, myslivec, první československý profesor myslivosti.

## Život
Narodil se v lednu 1935 v Malé Chuchli, části Prahy. Po absolvování základní školy se dva roky učil lesním dělníkem v Březině u Rokycan a ve Žďákově. Poté studoval na Střední lesnické škole v Písku, ze které posléze přestoupil na Střední lesnickou školu v Hranicích, kde v roce 1955 maturoval s vyznamenáním. V roce 1960 absolvoval Lesnickou fakultu Vysoké školy stavitelské v Brně. V prosinci 1959 na této fakultě začal působit na jejím Ústavu myslivosti. Poté absolvoval povinnou vojenskou službu a následně se vrátil na fakultu, kde začal působit jako odborný asistent. Na konci 60. let se začal věnovat práci v Českém mysliveckém svazu. V roce 1972 získal se stal kandidátem věd a v roce 1981 se habilitoval. V roce 1983 se stal členem ústředního výboru Českého mysliveckého svazu. V roce 1990 se Hromas stal vůbec prvním profesorem myslivosti v Československu a v tomtéž roce se rovněž stal předsedou tohoto svazu.
V roce 2006 byl jmenován čestným předsedou Českomoravské myslivecké jednoty. Hromas byl jednou z hlavních osobností, která se zasadila o zřízení doktorského studia myslivosti. Vedle toho se na své alma mater zasadil o vznik Ústavu myslivosti.
Za svou práci získal řadu ocenění, například v roce 1996 mu byla udělena medaile Mezinárodní rady pro myslivost a ochranu zvěře. Za svou kariéru publikoval asi 200 vědeckých prací.
Zemřel v červnu 2012 ve věku 77 let v Brně po dlouhém boji s nemocí.

### Kandidatura do Senátu
V senátních volbách v roce 1996 kandidoval jako nestraník za KDU-ČSL do Senátu PČR v senátním obvodu č. 49 – Blansko. Se ziskem 16,46 % hlasů skončil na čtvrtém místě a do druhého kola voleb tak nepostoupil.

## Výběr publikací
- Soubor právních předpisů o myslivosti, myslivecké plánování a výkaznictví (1973)
- Lovecké trofeje českých zemí (1974)
- Posuzování věku živé a ulovené zvěře užitkové (1979)
- Přehlídky, hodnocení a úprava trofejí (1980)
- Myslivecká zařízení v honitbách (1986)
- Myslivost (1987)
- Nejsilnější trofeje na světě (1990)
- Hodnocení a přehled trofejí z českých zemí (1993)
- Nejsilnější světové trofeje - Die stärksten Trophäen der Welt (1998)
- Dřeviny pro včely a zvěř (2000)
- Hodnocení trofejí (2000)
- Myslivost (2000 a 2008)